# Gerhard Hetz
Gerhard Hetz (Hof, 13 luglio 1942 – Barra de Navidad, 19 maggio 2012) è stato un nuotatore tedesco.

## Carriera
Alle Olimpiadi di Tokyo 1964 raggiunse l'apice della propria carriera, salendo sul terzo gradino del podio nei 400m misti e conquistando l'argento nella 4x200m stile libero.

## Palmarès
- Giochi olimpici estivi

Tokyo 1964: argento nella 4x200m stile libero e bronzo nei 400m misti (come Squadra Unificata tedesca).